# 宮村あい子
宮村あい子（みやむら あいこ）は日本のグラビアアイドル、タレント。オフィスマーメイド所属。

## 人物
趣味は、ライブへの参戦、詩・絵をかくこと。

## 出演

### 舞台
- 101匹萌えタン　「101匹モエタン」公式ホームページ

### DVD
- 大切に扱ってください　（2006年7月31日発売）、
- いろんな機能が付いております（発売日不明）

### ラジオ
- レインボータウンFM「知っテレガイドSTATION」79.2mhz

### TV
- アイドルレボリューション (tvk)、
- 激闘！アイドル予備校 (tvk・BS朝日他)、
- エンタdeパンチ (エンタ!371)

### グラビアサイト
「潜入！女子高生活（au公式サイト）秘密の女子寮、あいどる愛どる、R-Style

### 映画
- アキハバラ@DEEP
- 赤い鼻（ビジュアルアーツ専門学校映像科作品）
- ハイリスクハイリータン」（尚美学園大学映像科作品）
- 妄想特急舞ちゃん（東放学園映像科作品）